# Heinrich Rohr
Heinrich Rohr (Ober-Absteinach, 18 marzo 1902 – Magonza, 29 dicembre 1997) è stato un organista e compositore tedesco di musica sacra, che ha acquisito grande merito per la composizione di numerosi canti liturgici in lingua tedesca.

## Biografia
Dopo aver suonato come organista nella sua parrocchia e aver completato nel 1922 a Bensheim la sua formazione di insegnante, lavorò nella Marienschule (oggi Willigis-Gymnasium) di Magonza e contemporaneamente studiò nella locale Musikhochschule (scuola superiore di Musica).
La formazione avanzata in musica liturgica e religiosa a Maria Laach e la vicinanza al movimento giovanile cattolico attorno a Romano Guardini conclusero questo periodo. Dal 1926 al 1929 insegnò a Ruhlkirchen presso Alsfeld nell'Oberhessen, poi nella Aufbauschule di Alzey nel Rheinhessen. L'incontro con Adam Gottron, direttore diocesano delle corali religiose e la partecipazione alla prima kirchenmusikalischen Werkwoche della diocesi di Magonza a Ilbenstadt nel Wetterau (1936), lo portarono infine a diventare compositore. Nel 1936 Gottron lo incaricò di comporre una "Passione secondo Matteo" per un coro misto a quattro voci. Nel 1938 seguì un "Te Deum" tedesco per coro a quattro voci.
Dopo la seconda guerra mondiale, Rohr venne nominato Kirchenmusikdirektor (direttore della musica religiosa) e direttore dell'istituto per musica religiosa della diocesi di Magonza dal vescovo Albert Stohr.
Rohr compose nel 1965, per il Congresso Liturgico, la Messa nella cattedrale di Magonza. 
Nel 1972/73 ricevette la Martinus-Medaille, un riconoscimento della diocesi di Magonza e l'ordine papale gregoriano.
Nel 1973 si dimise dai suoi incarichi diocesani ma continuò a comporre: nel 1980 scrisse il "Christuslob" per la preghiera delle ore degli ordini femminili dell'area di lingua tedesca e negli anni Novanta, più che ottantenne, collaborò alla formazione di cantori in un istituto di Bad Nauheim. 
Nel 1990 ricevette l'"Ehrenring" (anello d'onore) dell'istituto liturgico tedesco a Treviri e la "Gutenberg-Plakette" della Città di Magonza.
All'inizio del 1997, in occasione dei festeggiamenti del suo 95º compleanno concluse il "Deutsches Meßantiphonale" (antifonale per la Messa tedesco) a cui aveva lavorato per 70 anni.